# Achatia distincta
Achatia distincta là một loài bướm đêm trong họ Noctuidae.